# Slavnikiden

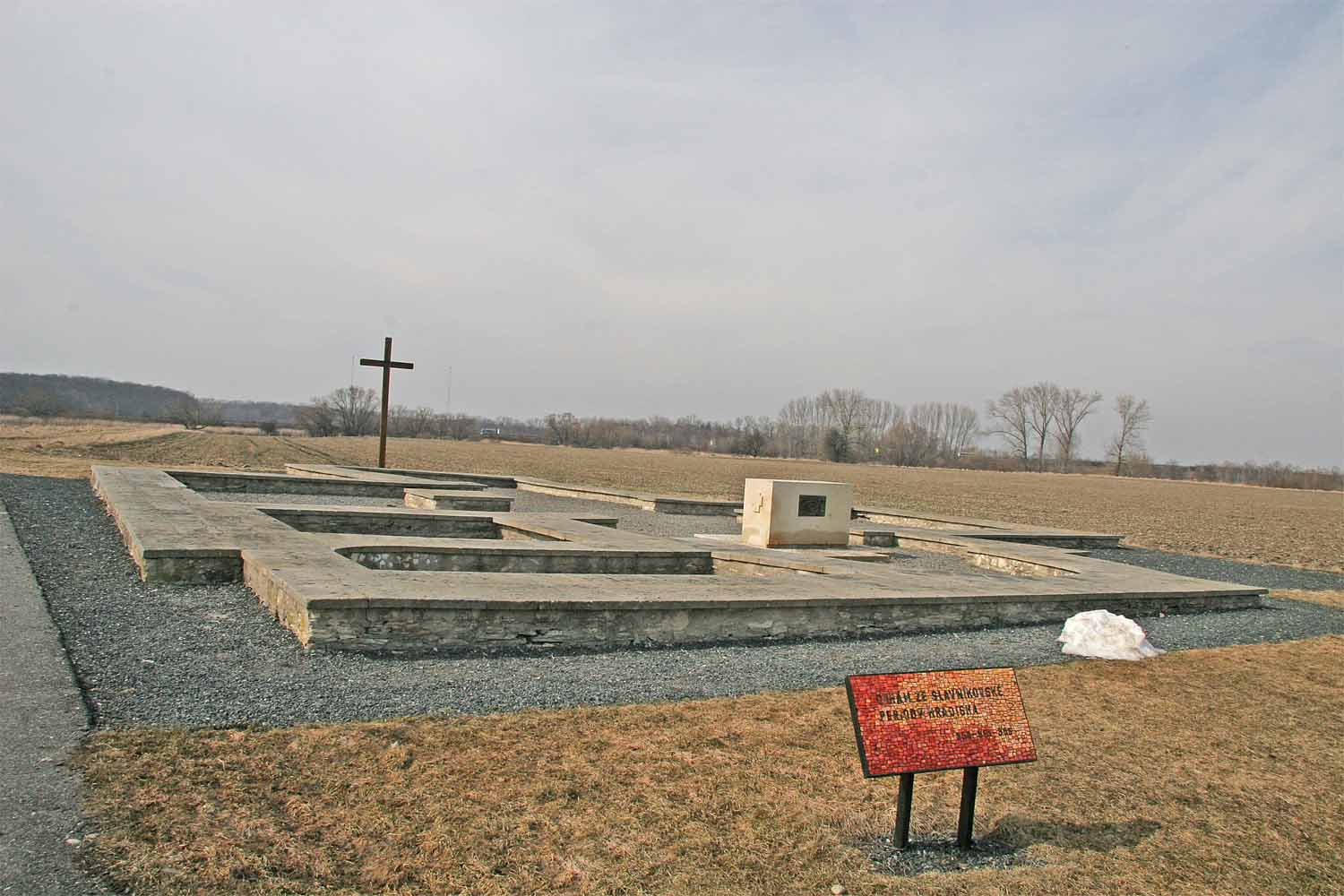
Fundamente der Kirche im Burgareal von Libice, 10. Jahrhundert

Die Slavnikiden, auch Slawnikiden (tschechisch Slavníkovci) waren ein böhmisches Adelsgeschlecht.
Die ältere tschechische und deutsche Geschichtsschreibung sah die Slavnikiden als mächtige Herrscher über ein eigenständiges Fürstentum im Osten Böhmens und Gegner der regierenden Přemysliden-Dynastie. Ihr Sturz im Jahre 995 galt als der letzte Schritt zur endgültigen Einigung des Landes. Neuere Arbeiten messen der Familie allerdings eine geringere Bedeutung bei.
Bekanntester Vertreter der Slavnikiden war Adalbert, der zweite Bischof von Prag.

## Anfänge
Als erste bekannte Vertreter der Slavnikiden wurden die Fürsten Vitislav (895) und Vok (968) genannt. Von ihnen ist allerdings kaum mehr als der Name und die herausragende gesellschaftliche Stellung bekannt.
Slavník war Fürst der Slavnikiden, dessen Ehefrau Střezislava. Sechs eheliche Kinder aus dieser Verbindung sind namentlich bekannt: Der älteste Sohn Soběslav übernahm nach dem Tode des Vaters 981 die Rolle des Familienoberhaupts, sein Bruder Adalbert wurde ein Jahr später Bischof von Prag. Weitere vier Brüder namens Čáslav, Pobraslav, Pořej und Spytimír starben bei einem Überfall auf die Burg Libice am 28. September 995. Außerdem erwähnen Legenden zwei uneheliche Söhne, die den Bischof auf seinen Reisen begleitet haben. Gaudentius wurde nach Adalberts Tod zum ersten Erzbischof von Gnesen geweiht. Radla, Adalberts Freund und Erzieher, übernahm nach dem Jahr 995 eine hohe Stellung am ungarischen Fürstenhof.
Die Chronik des Dalimil aus dem 14. Jahrhundert nannte auch einen Fürsten Radislav, als Bruder von Slavnik. Dieser soll Herrscher auf der mächtigen Burg Kouřim gewesen sein und von dem Přemysliden Wenzel von Böhmen zu Beginn des 10. Jahrhunderts im Zweikampf besiegt worden sein.

## Herrschaftsbereich

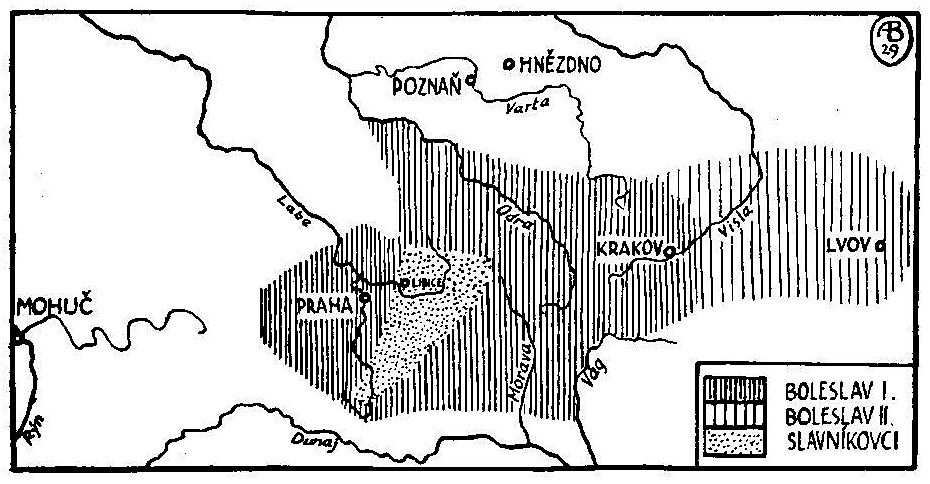
Mögliches Herrschaftsgebiet der Slavnikiden (hellgrau) und der Přemysliden (gestreift) Ende des 10. Jahrhunderts

Cosmas von Prag nennt in der Chronica Boemorum als Burgen der Slawnikiden für das Jahr 981
- Libice nad Cidlinou als Hauptort
- Chýnov (im Süden)
- Doudleby (im Süden)
- Netolice (im Süden)
- Litomyšl (im Osten)
- Kladsko (im Norden)
- Osseca (im Westen)[3]

Wie weit der Herrschaftsbereich der Slavnikiden reichte, ist Gegenstand wissenschaftlicher Kontroversen. Anhand von Münzfunden und archäologischen Ausgrabungen konnten die beiden ostböhmischen Orte Libice nad Cidlinou und Malín bei Kutná Hora eindeutig als befestigte Slavnikiden-Burgen bestätigt werden.
Die Lage von Osseca ist bis heute unbekannt. Sie soll
eine Burg auf einem Berg namens Osseca in der Nähe des Flusses Mže gewesen sein.
Im 19. Jahrhundert vermutete man, die Burg habe in Březina gelegen, wo sich die Reste einer großen frühmittelalterlichen Befestigungsanlage erhalten haben. Später wurde der Ort südlich von Prag gesucht, meist am alten Zusammenfluss der Berounka und Moldau. Dort wird der mit der St. Gallus-Kirche bebaute Hügel Havlín bei Zbraslav als wahrscheinlichster Standort angesehen. Auch die Hřebeny (Brdykamm) zwischen Klínec und Všenory sind als Standort möglich. Einen zweifelsfreien Beweis konnte bisher keine der Theorien erbringen.
Nicht an allen bekannten Grenzorten konnten bisher Burgstätten archäologisch nachgewiesen werden, die tatsächlich vorhandenen sind noch nicht alle vollständig untersucht. Eine zweifelsfreie Zuordnung zu dem Geschlecht der Slavnikiden ist jedoch in keinem Fall möglich gewesen.
Eine Urkunde von 1086, die die Grenzen des Bistums Prag um 973 beschreibt, gibt weitere Auskünfte: Im Text wird ein Gebiet zwischen Elbe, Mittelgebirgen und Mähren, das dem mutmaßlichen Gebiet der Slavnikiden entspricht, nicht zum Geltungsbereich des Bistums gezählt.
Die östliche Grenze bildet die Elbe u. a. mit den Burgen Děčín, Litoměřice und Mělník  sowie die Burg Tuhošť.
Diese liegt nur wenig südwestlich entfernt vom slavnikidischen Netolice.

## Münzfunde
Drei größere Schätze und etliche Einzelfunde belegen, dass die Slavnikiden in den 980er und 990er Jahren eigene Münzprägestätten unterhielten. Die Silber-Denare überliefern die Namen der Münzherrn – Soběslav und Adalbert – und die Orte Libice und Malín als Prägestätten. Die Bilder unterscheiden sich nicht wesentlich von den Přemysliden-Münzen des gleichen Zeitraums. Einer der Münztypen, auf dem eine Hand mit einem Dolch und ein Vogelmotiv abgebildet sind, wurde als Beweis für das Streben der Slavnikiden nach Unabhängigkeit gedeutet. Das Geschlecht sei durch die eigene Münzproduktion in Konkurrenz zu den Přemysliden getreten, die Verfügungsgewalt über die Silberbergwerke in Kutná Hora sei eine Hauptquelle ihres Reichtums gewesen. Neuere geologische Untersuchungen bezweifeln jedoch, dass der Silberabbau in Kutná Hora vor dem 13. Jahrhundert technisch möglich war. Das Geld könne auch aus importiertem Metall hergestellt worden sein. Es gibt zudem keine Nachrichten über ein Münzregal bereits im 10. Jahrhundert. Die Münzen können nach dieser Auffassung somit nicht mehr als Beweis für eine Rivalität der beiden Geschlechter herangezogen werden, unterstreichen jedoch weiterhin die herausragende Stellung der Familie.

## Aufstieg und Niedergang
Ausgehend von den bruchstückhaften schriftlichen Nachrichten und den Münzen entstand seit dem Ende des 19. Jahrhunderts ein Bild, in dem die Familie der Slavnikiden zu den mächtigsten böhmischen Adelsgeschlechtern des frühen Mittelalters gehörte, gleichberechtigt neben den Přemysliden und mit deutschen Königen verwandt. Die Slavnikiden sollen die stärksten Konkurrenten der Přemysliden im Kampf um die Macht in Böhmen gewesen sein, die eigene Münzen prägten und eine eigene Armee hatten, die sie auch dem Kaiser zur Verfügung stellten. Sie seien aber auch Verbündete der Přemysliden gewesen, mit denen sie in der Schlacht zu Fulda 872 vergeblich gegen die Franken zogen.
Der erste bekannte Fürst Slavník, der bei Libice nad Cidlinou residierte, nutzte danach in der zweiten Hälfte des 10. Jahrhunderts die Schwäche des  Přemysliden Boleslav I. und vereinnahmte nach und nach ganz Südböhmen. Sein Herrschaftsgebiet soll das der Přemysliden überragt haben. Die Beziehungen zwischen beiden Geschlechtern sollen unter seiner Regentschaft und zu Beginn der Herrschaft seines Sohnes Soběslav noch freundschaftlich gewesen sein. So soll ein Jahr nach dem Tode Slavníks der Fürst Boleslav II. zugelassen haben, dass dessen Sohn Vojtěch (Adalbert von Prag) zum Prager Bischof gewählt wurde.
Nachdem Slavník und Střezislava sechs legitime männliche Nachfahren hinterließen, mussten die Přemysliden die Übermacht der Slavnikiden befürchten. Schon am Ende des 10. Jahrhunderts lehnten die Slavnikiden die Machtansprüche der Přemysliden ab. Nach dem Tod von Střetislava, 987, kam es zu ersten Auseinandersetzungen, als die Slavnikiden begannen, eigene Münzen zu prägen, auf denen Vojtěch mit einer Art Königskrone dargestellt wurde.
Nachdem Bolesław I. Chrobry, der ein großer Feind Boleslavs II. war, in Schlesien die Macht übernahm, suchte er Verbindung zu den Slavnikiden. Die Přemysliden begannen mit einer zielgerichteten Ausrottung ihrer Konkurrenten. Als sie die Feste Malín bei Tschaslau mit ihren Silbererzstollen annektierten, ging den Slavnikiden eine wertvolle Quelle der Finanzierung verloren.
Am 28. September 995 überfielen die Armeen der Přemysliden und Vršovci im Auftrag Boleslavs II. die Slavnikiden-Festung Libice nad Cidlinou. Der Kampf soll nur zwei Tage gedauert haben, da zur gleichen Zeit das Heer der Slavnikiden unter Otto III. gegen die Abodriten kämpfte, so dass die Festung Libice nur schwach bewacht wurde. Im Laufe des Kampfes starb neben den Verteidigern die gesamte Blutsverwandtschaft der Slavnikiden. Danach besetzten die Přemysliden weitere Festungen der Slavnikiden.
Vojtěch überlebte, denn er war zu diesem Zeitpunkt auf dem Hof Bolesław Chrobrys. Soběslav gelang die Flucht, und er besetzte gemeinsam mit Bolesław Chrobry 1003 Prag. Bolesław Chrobry entthronte die Přemysliden und bestimmte sich selbst als Herrscher der Böhmen, allerdings musste er Prag 1004 wieder verlassen. Beim Rückzugskampf fiel Soběslav, der letzte aus dem Stamm der Slavnikiden.
Auch wenn das Grundgerüst dieser Erzählung weiterhin Gültigkeit besitzt, gilt eine Reihe von Details mittlerweile als veraltet und nicht mehr haltbar.